# Maydeae
Maydeae é uma tribo da subfamília Panicoideae.

## Gêneros
Chionachne, Coix, Euchlaena, Polytoca, Sclerachne, Trilobachne, Tripsacum, Zea